# Vecoux
Vecoux là một xã ở tỉnh Vosges, vùng Grand Est, Pháp. Xã này có diện tích 13,6 km² dân số năm 1999 là 1360 người. Xã này nằm ở khu vực có độ cao trung bình 408 m trên mực nước biển.
Người dân địa phương danh xưng tiếng Pháp là Picosés. 

## Biến động dân số
| 1962                                         | 1968 | 1975 | 1982 | 1990 | 1999 |
| -------------------------------------------- | ---- | ---- | ---- | ---- | ---- |
| 615                                          | 679  | 679  | 879  | 1030 | 1097 |
| Số liệu từ năm 1962: Dân số không tính trùng |      |      |      |      |      |